# Driss Bamous
Driss Bamous (àrab: إدريس باموس)  (Berrechid, 15 de desembre de 1942 - Rabat, 16 d'abril de 2015) fou un futbolista marroquí de la dècada de 1960.
Fou internacional amb la selecció del Marroc amb la qual participà en la Copa del Món de futbol de 1970.
Pel que fa a clubs, destacà a FAR Rabat.